# Cantonul Saint-Étienne-de-Montluc
Cantonul Saint-Étienne-de-Montluc este un canton din arondismentul Nantes, departamentul Loire-Atlantique, regiunea Pays de la Loire, Franța.

## Comune
- Cordemais
- Couëron
- Le Temple-de-Bretagne
- Saint-Étienne-de-Montluc (reședință)
- Vigneux-de-Bretagne